# Katarinaberget
För Katarinaberget i Egypten, se Katarinaberget, Egypten.

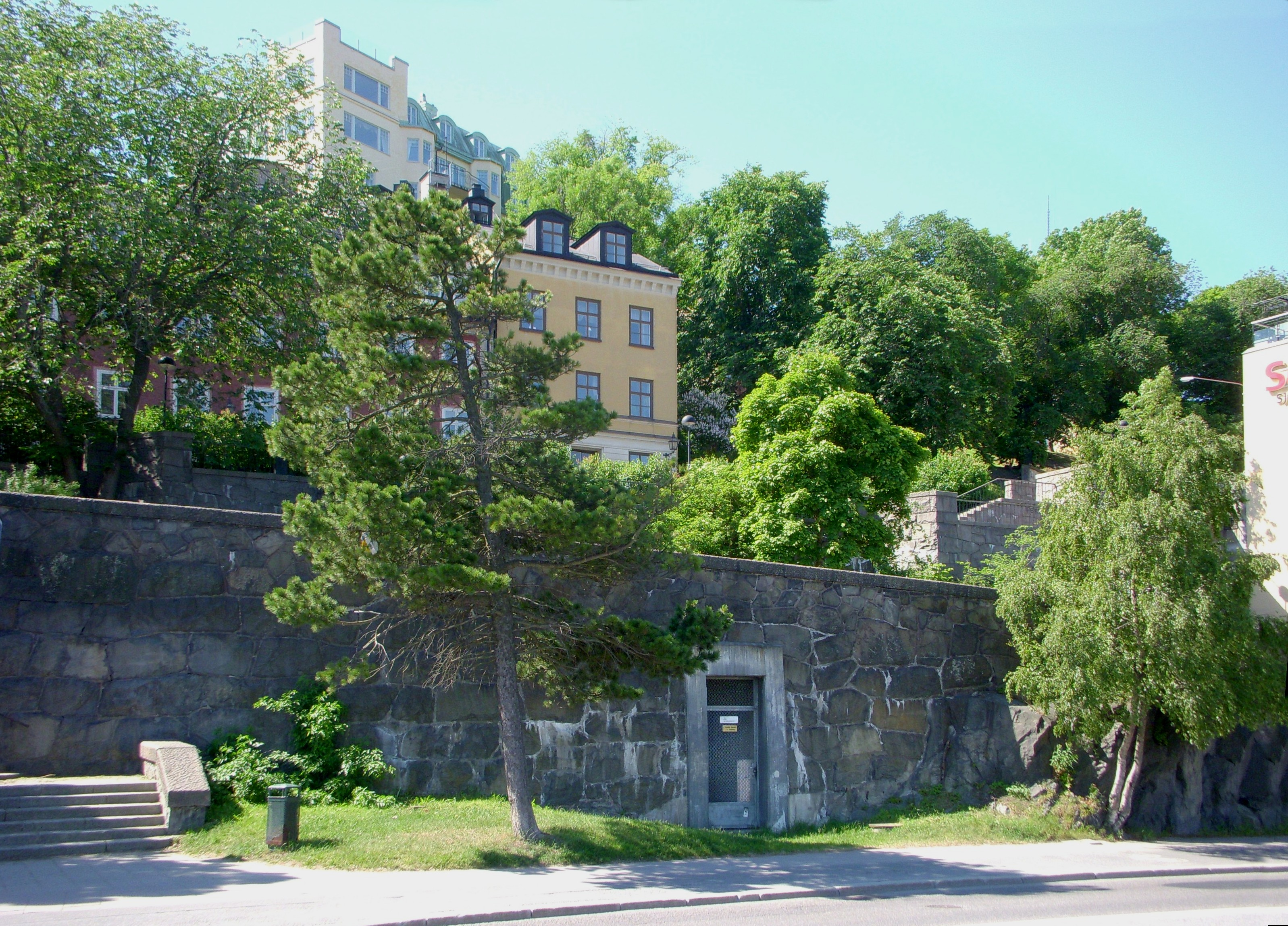
Katarinaberget sett från Katarinavägen.

Katarinaberget är ett delnamn på den förkastningsbrant som finns på stadsdelen Södermalms norra del i Stockholms stad. Namnet omfattar förkastningsbranten mellan Götgatan och Renstiernas gata norr om Tjärhovsgatan. Den högsta punkten ligger på Fiskargatan, 47 m ö.h. Öster om Renstiernas gata kallas berget Stigberget. Väster om Katarinaberget, efter Pustegränd, kallas det för Mariaberget. Förkastningsbranten fortsätter österut längs Nacka kommuns norra kustlinje. Katarinaberget består av olika typer av Stockholmsgranit.

## Historisk bebyggelse

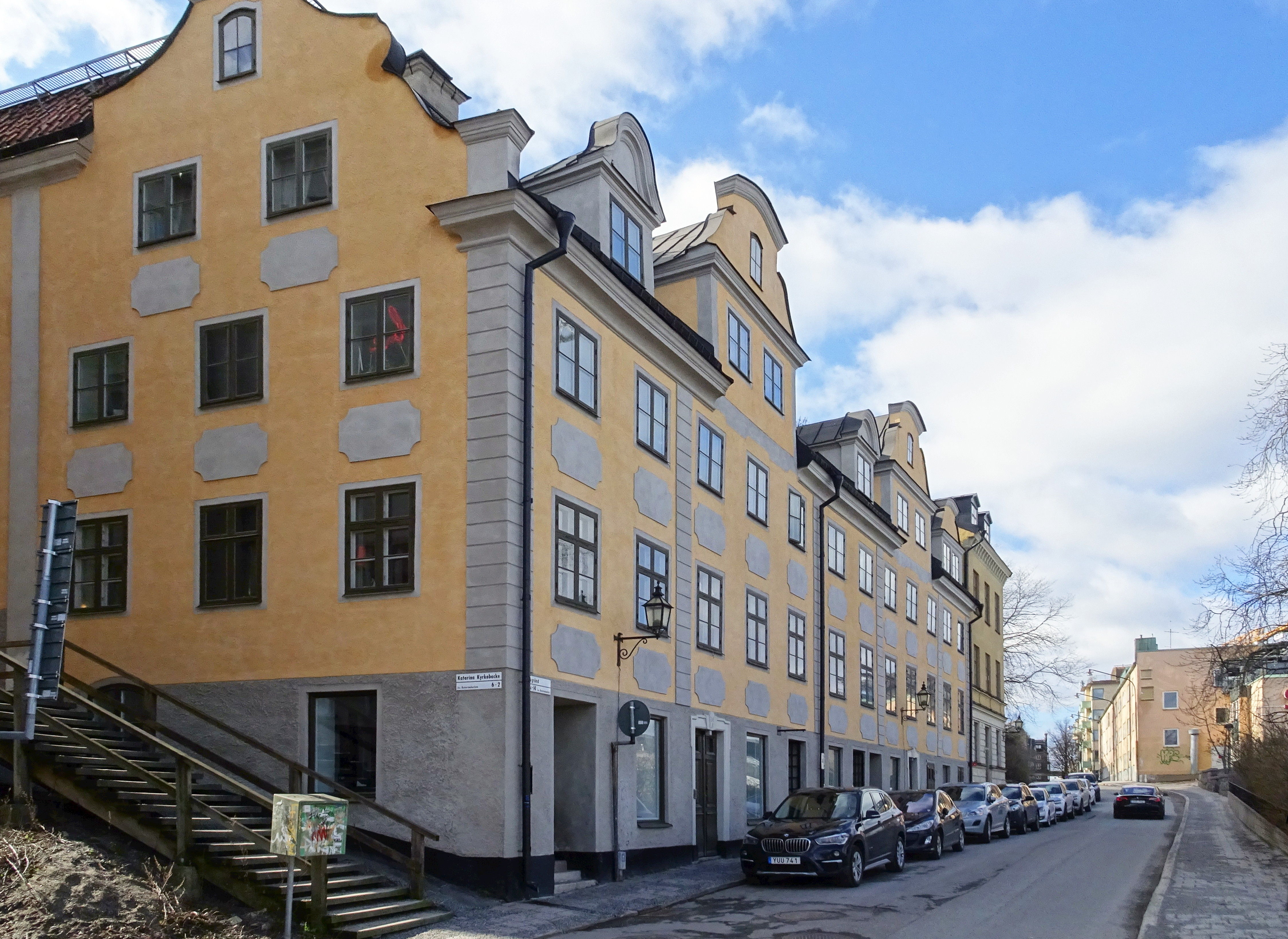
Elias Kullmans hus.

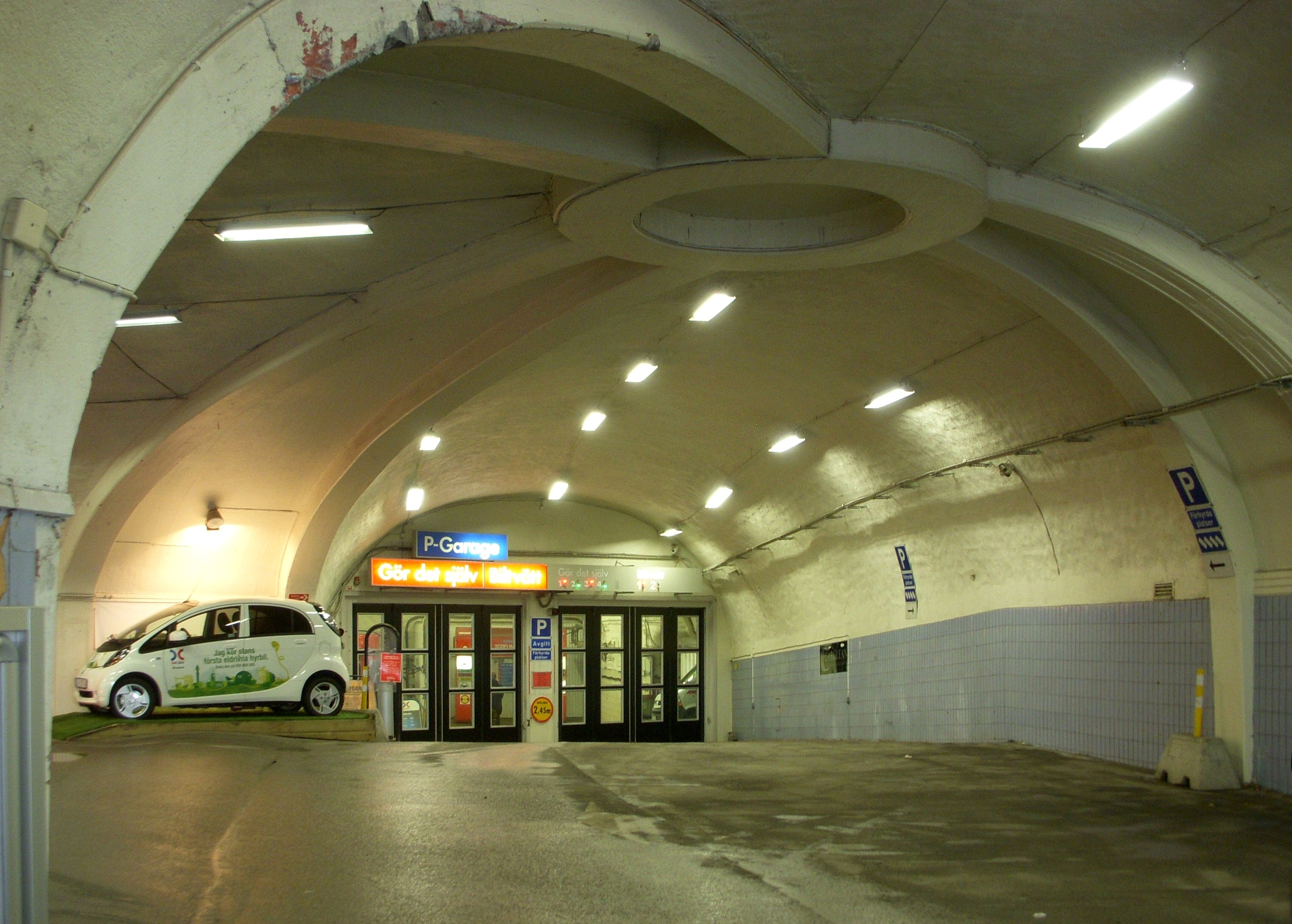
Del av bergrummet i Katarinaberget.

Området kring Katarina kyrka härjades 1723 av en våldsam eldsvåda. Enstaka byggnader klarade sig. Tre stycken borgarhus i trä på sydsidan av Mäster Mikaels gata uppfördes efter branden. I närheten uppfördes Rutenbeckska gården, som fick sitt slutliga utförande på 1770-talet. På platsen växte en stadsmiljö fram med en blandning av bostadshus och fabrikslokaler från mitten av 1700-talet. På 1750-talet byggdes Elias Kullmans hus av skräddarmästare Elias Kuhlman i hörnet Klevgränd / Katarina kyrkobacke och på 1780-talet lät bryggare Lorentz Sifvert uppföra ett boningshus samt ett angränsande bryggeri söder om kyrkan.

## Skyddsrummet
Inne i berget byggdes på 1950-talet ett atombombssäkert skyddsrum i tre plan med en storlek av 15 900 m² som skulle ge plats för cirka 25 000 personer. Det var på sin tid världens största atombombssäkra skyddsrum och tog sex år att bygga. Anläggningen sträcker sig i Katarinaberget från Katarinavägen under Mosebacke torg ända till Björns trädgård. Det finns elva inrymningsvägar. De största går från Katarinavägen och Tjärhovsgatan. Även från ett enkelt dörrpar på Högbergsgatan löper trappor ned i underjorden. Utrymmet har sedan 1957 nyttjats som garage för 500 bilar som nås via bensinmacken på Katarinavägen eller från Tjärhovsgatan vid Björns trädgård.

## Trafikplanering
Under berget går sedan 1933 Stockholms tunnelbana genom Södertunneln. Enligt 2004 års detaljplan för området skulle Saltsjöbanans sträckning läggas i en ny tunnel under Katarinaberget. Planen är dock inte aktuellt längre.
I samband med Projekt Slussen kommer Nacka- och Värmdöbussarna få en ny terminal insprängd i Katarinaberget med huvudentré från nuvarande P-hus Slussen.